# Call Me (Queen + Paul Rodgers-dal)
A Call Me (gyakran hívják Call Me If You Need My Love-nak is) a hetedik dal a Queen + Paul Rodgers formáció 2008-as The Cosmos Rocks albumáról.
Nyilatkozatok szerint valójában Paul Rodgers szerzeménye, bár megegyezés szerint az albumon nem jelölték külön a szerzőséget. Az album egyik könnyed szerelmesdala, amelyet a tagok is egyfajta humoros lazításként írtak le. Gyakran hasonlítják a Crazy Little Thing Called Love-hoz, főleg a hasonló hangzásuk miatt, maga Brian May pedig a Killer Queenhez hasonló hangulatúnak nevezte. Alapvetően Rodgers akusztikus gitárjátékára épült, May egy kevés elektromos gitár harmóniát adott hozzá. Roger Taylor szerint az egész felvétel nagyon laza és vidám volt, így a dal végén rajta hagyták Rodgers halk nevetését is.
Kritikai vélekedések szerint is az album „vidám dala”, amelyben a tagok elengedhették magukat, eltérhettek az egyébként fülledt és komoly hangulattól. Az AllMusic kritikusa a The Game popos hangzásához hasonlította. A kritikusok véleménye megoszló volt a pontos stílusáról: hívták bluesnak, country-nak, sőt, reggaenak is.
Nem játszották a Rock the Cosmos Tour során.

## Közreműködők
- Paul Rodgers: ének, háttérvokál, akusztikus gitár
- Brian May: gitár, háttérvokál, basszusgitár
- Roger Taylor: dob, háttérvokál